# Popis vrsta roda Delphinium
Popis vrsta roda Delphinium

## A
1. Delphinium aconiti L.
2. Delphinium acutidentatum (W.T.Wang) N.I.Malyutin
3. Delphinium aemulans Nevski
4. Delphinium afghanicum Rech.f.
5. Delphinium ajacis L.
6. Delphinium aktoense W.T.Wang
7. Delphinium alabamicum Kral
8. Delphinium albiflorum DC.
9. Delphinium albocoeruleum Maxim.
10. Delphinium albomarginatum Simonova
11. Delphinium alpestre Rydb.
12. Delphinium altissimum Wall.
13. Delphinium ambiguum L.
14. Delphinium anatolicum H.Misirdali, Malyer & Baser
15. Delphinium andersonii A.Gray
16. Delphinium andesicola Ewan
17. Delphinium angustipaniculatum W.T.Wang
18. Delphinium anthoroideum Boiss.
19. Delphinium anthriscifolium Hance
20. Delphinium antoninum Eastw.
21. Delphinium apolanum Starm.
22. Delphinium arcuatum N.Busch
23. Delphinium armeniacum Stapf ex Huth
24. Delphinium atroviolaceum Luferov
25. Delphinium aucheri Boiss.
26. Delphinium austriacum (Pawl.) Starm.
27. Delphinium austroaltaicum A.L.Ebel
28. Delphinium autumnale Hand.-Mazz.
29. Delphinium axilliflorum DC.

## B
1. Delphinium bakeri Ewan
2. Delphinium balansae Boiss. & Reut.
3. Delphinium balcanicum Pawl.
4. Delphinium barbatum Bunge
5. Delphinium barbeyi (Huth) Huth
6. Delphinium barlykense Lomon. & Khanm.
7. Delphinium barrancae Ewan
8. Delphinium barykinae Luferov
9. Delphinium batalinii Huth
10. Delphinium batangense Finet & Gagnep.
11. Delphinium beesianum W.W.Sm.
12. Delphinium bhutanicum Munz
13. Delphinium bicarpellatum Qureshi & Chaudhri
14. Delphinium bicolor Nutt.
15. Delphinium bicornutum Hemsl.
16. Delphinium biternatum Huth
17. Delphinium bolosii C.Blanché & Molero
18. Delphinium bovei Decne.
19. Delphinium brachycentrum Ledeb.
20. Delphinium bracteosum Sommier & Levier
21. Delphinium brevicorne Vis.
22. Delphinium brevisepalum W.T.Wang
23. Delphinium brunonianum Royle
24. Delphinium bucharicum Popov
25. Delphinium bulbilliferum Rech.f.
26. Delphinium bulleyanum Forrest ex Diels
27. Delphinium × burkei Greene
28. Delphinium burmaense Munz

## C
1. Delphinium caeruleum Jacquem. ex Cambess.
2. Delphinium calcar-equitis Standl.
3. Delphinium californicum Torr. & A.Gray
4. Delphinium calophyllum W.T.Wang
5. Delphinium calthifolium Q.E.Yang, Y.Luo
6. Delphinium camptocarpum Fisch. & C.A.Mey.
7. Delphinium campylocentrum Maxim.
8. Delphinium cardinale Hook.
9. Delphinium carduchorum Chowdhuri & P.H.Davis
10. Delphinium carolinianum Walter
11. Delphinium cashmerianum Royle
12. Delphinium caucasicum C.A.Mey.
13. Delphinium caudatolobum W.T.Wang
14. Delphinium centeteroides (Brühl) Munz
15. Delphinium ceratophoroides W.T.Wang
16. Delphinium ceratophorum Franch.
17. Delphinium chamissonis Pritz. ex Walp.
18. Delphinium changaicum Frizen
19. Delphinium charadzeae Kem.-Nath. & Gagnidze
20. Delphinium chayuense W.T.Wang
21. Delphinium cheilanthum Fisch. ex DC.
22. Delphinium chodatii Oppenh.
23. Delphinium chrysotrichum Finet & Gagnep.
24. Delphinium chumulangmaense W.T.Wang
25. Delphinium chungbaense W.T.Wang
26. Delphinium cilicicum P.H.Davis & Kit Tan
27. Delphinium cinereum Boiss.
28. Delphinium coleopodum Hand.-Mazz.
29. Delphinium conaense W.T.Wang
30. Delphinium × confertiflorum Wooton
31. Delphinium confusum Lowe
32. Delphinium confusum Popov
33. Delphinium connectens Pachom.
34. Delphinium consolida L.
35. Delphinium cooperi Munz
36. Delphinium cornutum M.Hossain & P.H.Davis
37. Delphinium corymbosum Regel
38. Delphinium cossonianum Batt.
39. Delphinium crassicaule Ledeb.
40. Delphinium crassifolium Schrad. ex Spreng.
41. Delphinium cruciatum M.Hossain & P.H.Davis
42. Delphinium cuneatum Steven ex DC.
43. Delphinium cyananthum Nevski
44. Delphinium cyphoplectrum Boiss.

## D
1. Delphinium darginicum Dimitrova
2. Delphinium dasyanthum Kar. & Kir.
3. Delphinium dasycarpum Steven ex DC.
4. Delphinium dasycaulon Fresen.
5. Delphinium dasystachyon Boiss. & Balansa
6. Delphinium davidii Franch.
7. Delphinium davisii Munz
8. Delphinium dazangense W.T.Wang
9. Delphinium decoloratum Ovcz. & Kochk.
10. Delphinium decorum Fisch. & C.A.Mey.
11. Delphinium delavayi Franch.
12. Delphinium densiflorum Duthie ex Huth
13. Delphinium denudatum Wall. ex Hook.f. & Thomson
14. Delphinium depauperatum Nutt.
15. Delphinium deserti-syriaci Zohary
16. Delphinium disjunctum Ewan
17. Delphinium dissectum Huth
18. Delphinium distichum Geyer ex Hook.
19. Delphinium diversifolium Greene
20. Delphinium dolichocentroides W.T.Wang
21. Delphinium dolichostachyum Chowdhuri & P.H.Davis
22. Delphinium dubium (Rouy & Foucaud) Pawl.
23. Delphinium dyctiocarpum DC.
24. Delphinium dzavakhischwilii Kem.-Nath.

## E
1. Delphinium ecalcaratum S.Y.Wang & K.F.Zhou
2. Delphinium edelbergii Rech.f. & Riedl
3. Delphinium eglandulosum Chang Y.Yang & B.Wang
4. Delphinium elatum L.
5. Delphinium elbursense Rech.f.
6. Delphinium elisabethae N.Busch
7. Delphinium elliptico-ovatum W.T.Wang
8. Delphinium emarginatum C.Presl
9. Delphinium eriostylum H.Lév.
10. Delphinium erlangshanicum W.T.Wang
11. Delphinium exaltatum Aiton

## F
1. Delphinium favargeri C.Blanché, Molero & J.Simon
2. Delphinium fedorovii Dimitrova
3. Delphinium ferganicum Lazkov
4. Delphinium filifolium Iranshahr
5. Delphinium fissum Waldst. & Kit.
6. Delphinium flavum DC.
7. Delphinium flexuosum M.Bieb.
8. Delphinium formosum Boiss. & A.Huet
9. Delphinium forrestii Diels
10. Delphinium furcatocornutum W.T.Wang

## G
1. Delphinium geraniifolium Rydb.
2. Delphinium geyeri Greene
3. Delphinium giraldii Diels
4. Delphinium glabricaule W.T.Wang
5. Delphinium glaciale Hook.f. & Thomson
6. Delphinium glandulosum Boiss. & A.Huet
7. Delphinium glareosum Greene
8. Delphinium glaucescens Rydb.
9. Delphinium glaucum S.Watson
10. Delphinium gombaultii J.Thiébaut
11. Delphinium gonggaense W.T.Wang
12. Delphinium gracile DC.
13. Delphinium gracilentum Greene
14. Delphinium grandiflorum L.
15. Delphinium griseum Gilli
16. Delphinium gubanovii Frizen
17. Delphinium gueneri P.H.Davis
18. Delphinium gyalanum C.Marquand & Airy Shaw
19. Delphinium gypsophilum Ewan

## H
1. Delphinium hajrae Pusalkar
2. Delphinium halteratum Sm.
3. Delphinium hamatum Franch.
4. Delphinium hansenii (Greene) Greene
5. Delphinium hellenicum Pawl.
6. Delphinium hellesponticum Boiss.
7. Delphinium henryi Franch.
8. Delphinium heratense Iranshahr
9. Delphinium hesperium A.Gray
10. Delphinium hillcoatiae Munz
11. Delphinium himalayae Munz
12. Delphinium hirticaule Franch.
13. Delphinium hirtifolium W.T.Wang
14. Delphinium hispanicum Willk. ex Costa
15. Delphinium hohenackeri Boiss.
16. Delphinium honanense W.T.Wang
17. Delphinium hsinganense S.H.Li & Z.F.Fang
18. Delphinium huangzhongense W.T.Wang
19. Delphinium hueizeense W.T.Wang
20. Delphinium hui F.H.Chen
21. Delphinium humilius (W.T.Wang) W.T.Wang
22. Delphinium hutchinsoniae Ewan

## I
1. Delphinium ilgazense P.H.Davis
2. Delphinium iliense Huth
3. Delphinium imbricatilobum W.T.Wang
4. Delphinium incanum E.D.Clarke
5. Delphinium incisolobulatum W.T.Wang
6. Delphinium incisum (Hook.f. & Thomson) Wall. ex Munz
7. Delphinium inconspicuum Serg.
8. Delphinium × inflexum Davidson
9. Delphinium inopinatum Nevski
10. Delphinium inopinum (Jeps.) F.H.Lewis & Epling
11. Delphinium iris Ilarslan & Kit Tan

## J
1. Delphinium jacobsii Iranshahr

## K
1. Delphinium kabulianum Akhtar
2. Delphinium kamaonense Huth
3. Delphinium kansuense W.T.Wang
4. Delphinium kantzeense W.T.Wang
5. Delphinium karategini Korsh.
6. Delphinium kaschgaricum Chang Y.Yang & B.Wang
7. Delphinium keminense Pachom.
8. Delphinium khorasanicum Sharifnia & Hasanbarani
9. Delphinium kingianum Brühl ex Huth
10. Delphinium kitianum Ilarslan
11. Delphinium knorringianum B.Fedtsch.
12. Delphinium koelzii Munz
13. Delphinium kohatense (Brühl) Munz
14. Delphinium kolymense A.P.Khokhr.
15. Delphinium kunlunshanicum Chang Y.Yang & B.Wang
16. Delphinium kurdicum Boiss. & Hohen.

## L
1. Delphinium lacei Munz
2. Delphinium lacostei Danguy
3. Delphinium lagarocentrum W.T.Wang
4. Delphinium lahulensis P.Agnihotri, T.Husain & D.Husain
5. Delphinium lalesaricum Iranshahr
6. Delphinium langxianense W.T.Wang
7. Delphinium lanigerum Boiss.
8. Delphinium lasiantherum W.T.Wang
9. Delphinium latirhombicum W.T.Wang
10. Delphinium latisepalum Hemsl.
11. Delphinium laxicymosum W.T.Wang
12. Delphinium laxiflorum DC.
13. Delphinium leiophyllum (W.T.Wang) W.T.Wang
14. Delphinium leonidae Kem.-Nath.
15. Delphinium leptocarpum (Nevski) Nevski
16. Delphinium leptophyllum Hemsl.
17. Delphinium leroyi Franch. ex Huth
18. Delphinium leucophaeum Greene
19. Delphinium lihengianum Q.E.Yang & Y.Luo
20. Delphinium likiangense Franch.
21. Delphinium lilacinum Hand.-Mazz.
22. Delphinium linarioides Boiss.
23. Delphinium lineapetalum Ewan
24. Delphinium lingbaoense S.Y.Wang & Q.S.Yang
25. Delphinium lipskii Korsh.
26. Delphinium lithophilum Podlech
27. Delphinium lomakinii Kem.-Nath.
28. Delphinium longibracteatum (Boiss.) Munz
29. Delphinium longibracteolatum W.T.Wang
30. Delphinium longipedicellatum W.T.Wang
31. Delphinium longipedunculatum Regel & Schmalh.
32. Delphinium ludlowii Munz
33. Delphinium luteum A.Heller

## M
1. Delphinium maackianum Regel
2. Delphinium macedonicum Halácsy & Charrel
3. Delphinium macrocentrum Oliv.
4. Delphinium macropetalum DC.
5. Delphinium macropogon Prokh.
6. Delphinium macrostachyum Boiss. ex Huth
7. Delphinium maderense C.Blanché
8. Delphinium madrense S.Watson
9. Delphinium majus (W.T.Wang) W.T.Wang
10. Delphinium malabaricum (Huth) Munz
11. Delphinium malacophyllum Hand.-Mazz.
12. Delphinium malyschevii Frizen
13. Delphinium maoxianense W.T.Wang
14. Delphinium mariae N.Busch
15. Delphinium mastujensis Qureshi & Chaudhri
16. Delphinium mauritanicum Coss.
17. Delphinium maximowiczii Franch.
18. Delphinium medogense W.T.Wang
19. Delphinium megalanthum Nevski
20. Delphinium menyuyanense W.T.Wang
21. Delphinium menziesii DC.
22. Delphinium micranthum Boiss. & Hohen.
23. Delphinium micropetalum Finet & Gagnep.
24. Delphinium middendorffii Trautv.
25. Delphinium minutibracteolatum (W.T.Wang) Luferov
26. Delphinium mirabile Serg.
27. Delphinium molle Danguy
28. Delphinium mollifolium W.T.Wang
29. Delphinium mollipilum W.T.Wang
30. Delphinium monanthum Hand.-Mazz.
31. Delphinium montanum DC.
32. Delphinium muliense W.T.Wang
33. Delphinium multiplex (Ewan) C.L.Hitchc.
34. Delphinium munzianum P.H.Davis & Kit Tan
35. Delphinium muscosum Exell & Hillc.

## N
1. Delphinium nangchienense W.T.Wang
2. Delphinium nangziense W.T.Wang
3. Delphinium nanum DC.
4. Delphinium naviculare W.T.Wang
5. Delphinium neowentsaii Chang Y.Yang
6. Delphinium nepalense Kitam. & Tamura
7. Delphinium newtonianum D.M.Moore
8. Delphinium nikitinae Pachom.
9. Delphinium ninglangshanicum W.T.Wang
10. Delphinium nordhagenii Wendelbo
11. Delphinium nortonii Dunn
12. Delphinium novomexicanum Wooton
13. Delphinium nudicaule Torr. & A.Gray
14. Delphinium nurguschense Kulikov
15. Delphinium nuristanicum Tamura
16. Delphinium nuttallianum Pritz. ex Walp.
17. Delphinium nuttallii A.Gray
18. Delphinium nydeggeri Hub.-Mor.

## O
1. Delphinium occidentale (S.Watson) S.Watson ex Coult.
2. Delphinium ochotense Nevski
3. Delphinium ochroleucum Steven ex DC.
4. Delphinium oliganthum Boiss.
5. Delphinium oliverianum DC.
6. Delphinium olopetalum Boiss.
7. Delphinium omeiense W.T.Wang
8. Delphinium oreganum Howell
9. Delphinium oreophilum Huth
10. Delphinium orthocentroides W.T.Wang
11. Delphinium orthocentrum Franch.
12. Delphinium osseticum N.Busch
13. Delphinium ovczinnikovii Kamelin & Pissjauk.
14. Delphinium oxysepalum Pax & Borbás

## P
1. Delphinium pachycentroides W.T.Wang
2. Delphinium pachycentrum Hemsl.
3. Delphinium palasianum Rafiq
4. Delphinium pallidiflorum Freyn
5. Delphinium paradoxum Bunge
6. Delphinium parishii A.Gray
7. Delphinium parryi A.Gray
8. Delphinium patens Benth.
9. Delphinium pavlovii Kamelin
10. Delphinium pavonaceum Ewan
11. Delphinium pedatisectum Hemsl.
12. Delphinium penicillatum Boiss.
13. Delphinium pentagynum Lam.
14. Delphinium peregrinum L.
15. Delphinium pergameneum W.T.Wang
16. Delphinium persicum Boiss.
17. Delphinium petrodavisianum Ilarslan & Kit Tan
18. Delphinium phrygium Boiss.
19. Delphinium pictum Willd.
20. Delphinium pingwuense W.T.Wang
21. Delphinium platyonychinum W.T.Wang
22. Delphinium polozhiae A.L.Ebel
23. Delphinium poltaratzkii Rupr.
24. Delphinium polycladon Eastw.
25. Delphinium pomeense W.T.Wang
26. Delphinium popovii Pachom.
27. Delphinium potaninii Huth
28. Delphinium prokhanovii Dimitrova
29. Delphinium propinquum Nevski
30. Delphinium pseudocaeruleum W.T.Wang
31. Delphinium pseudocampylocentrum W.T.Wang
32. Delphinium pseudocandelabrum W.T.Wang
33. Delphinium pseudocyananthum Chang Y.Yang & B.Wang
34. Delphinium pseudoglaciale W.T.Wang
35. Delphinium pseudohamatum W.T.Wang
36. Delphinium pseudomosoynense W.T.Wang
37. Delphinium pseudopulcherrimum W.T.Wang
38. Delphinium pseudotongolense W.T.Wang
39. Delphinium pseudoyunnanense W.T.Wang & M.J.Warnock
40. Delphinium × pskemense Sennikov & Lazkov
41. Delphinium pubescens DC.
42. Delphinium pulanense W.T.Wang
43. Delphinium pumilum W.T.Wang
44. Delphinium puniceum Pall.
45. Delphinium purpurascens W.T.Wang
46. Delphinium purpusii Brandegee
47. Delphinium pycnocentrum Franch.
48. Delphinium pygmaeum Poir.
49. Delphinium pylzowii Maxim. ex Regel
50. Delphinium pyramidale Royle
51. Delphinium pyramidatum Albov

## Q
1. Delphinium qinghaiense W.T.Wang
2. Delphinium quercetorum Boiss. & Hausskn.
3. Delphinium quinqueflorum W.T.Wang

## R
1. Delphinium raikovae Pachom.
2. Delphinium ramosum Rydb.
3. Delphinium rangtangense W.T.Wang
4. Delphinium raveyi Boiss.
5. Delphinium rechingerorum Iranshahr
6. Delphinium recurvatum Greene
7. Delphinium requienii DC.
8. Delphinium retropilosum (Huth) Sambuk
9. Delphinium reverdattoanum Polozhij & Revjakina
10. Delphinium robustum Rydb.
11. Delphinium roylei Munz
12. Delphinium rugulosum Boiss.
13. Delphinium rutoense J.T.Pan

## S
1. Delphinium saccatum Huth
2. Delphinium sajanense Jurtzev
3. Delphinium saniculifolium Boiss.
4. Delphinium sapellonis Cockerell
5. Delphinium sauricum Schischk.
6. Delphinium saxatile W.T.Wang
7. Delphinium scabriflorum D.Don
8. Delphinium scaposum Greene
9. Delphinium schlagintweitii Huth
10. Delphinium schmalhausenii Albov
11. Delphinium sclerocladum Boiss.
12. Delphinium scopulorum A.Gray
13. Delphinium semibarbatum Bien. ex Boiss.
14. Delphinium semiclavatum Nevski
15. Delphinium shawurense W.T.Wang
16. Delphinium sheilae Kit Tan
17. Delphinium sherriffii Munz
18. Delphinium shuichengense W.T.Wang
19. Delphinium siamense (Craib) Munz
20. Delphinium simonkaianum Pawl.
21. Delphinium sinoelatum Chang Y.Yang & B.Wang
22. Delphinium sinopentagynum W.T.Wang
23. Delphinium sinoscaposum W.T.Wang
24. Delphinium sinovitifolium W.T.Wang
25. Delphinium siwanense Franch.
26. Delphinium smithianum Hand.-Mazz.
27. Delphinium souliei Franch.
28. Delphinium sparsiflorum Maxim.
29. Delphinium speciosum M.Bieb.
30. Delphinium spirocentrum Hand.-Mazz.
31. Delphinium stachydeum (A.Gray) Tidestr.
32. Delphinium stapeliosmum Brühl
33. Delphinium staphisagria L.
34. Delphinium stenocarpum M.Hossain & P.H.Davis
35. Delphinium stocksianum Boiss.
36. Delphinium suave Huth
37. Delphinium subcuneatum Tzvelev
38. Delphinium subscandens Ewan
39. Delphinium subtubulosum (W.T.Wang) Luferov
40. Delphinium sulphureum Boiss. & Hausskn.
41. Delphinium sutchuenense Franch.
42. Delphinium sutherlandii M.J.Warnock
43. Delphinium swatense Qureshi & Chaudhri
44. Delphinium sylvaticum Pomel
45. Delphinium syncarpum Freyn ex Stapf
46. Delphinium szowitsianum Boiss.

## T
1. Delphinium taipaicum W.T.Wang
2. Delphinium taliense Franch.
3. Delphinium tangkulaense W.T.Wang
4. Delphinium tarbagataicum Chang Y.Yang & B.Wang
5. Delphinium tatsienense Franch.
6. Delphinium taxkorganense W.T.Wang
7. Delphinium teheranicum Boiss.
8. Delphinium tenii H.Lév.
9. Delphinium tenuisectum Greene
10. Delphinium tenuissimum Sm.
11. Delphinium tephranthum W.T.Wang
12. Delphinium ternatum Huth
13. Delphinium tetanoplectrum Rech.f.
14. Delphinium tetragynum W.T.Wang
15. Delphinium thamarae Kem.-Nath.
16. Delphinium thibeticum Finet & Gagnep.
17. Delphinium thirkeanum Boiss.
18. Delphinium tianshanicum W.T.Wang
19. Delphinium tomentosum Aucher ex Boiss.
20. Delphinium tongolense Franch.
21. Delphinium treleasei Bush
22. Delphinium trichophoroides W.T.Wang
23. Delphinium trichophorum Franch.
24. Delphinium tricorne Michx.
25. Delphinium trifoliolatum Finet & Gagnep.
26. Delphinium trigonelloides Boiss.
27. Delphinium trisectum W.T.Wang
28. Delphinium triste Fisch. ex DC.
29. Delphinium trolliifolium A.Gray
30. Delphinium tuberosum Aucher ex Boiss.
31. Delphinium tuntasianum Halácsy
32. Delphinium turczaninowii Frizen
33. Delphinium turkmenum Lipsky

## U
1. Delphinium uechtritzianum Pancic ex Huth
2. Delphinium ukokense Serg.
3. Delphinium uliginosum Curran
4. Delphinium umbraculorum F.H.Lewis & Epling
5. Delphinium umbrosum Hand.-Mazz.
6. Delphinium uncinatum Hook.f. & Thomson
7. Delphinium unifolium Tamura
8. Delphinium ursinum Rech.f.

## V
1. Delphinium valens Standl.
2. Delphinium variegatum Torr. & A.Gray
3. Delphinium venulosum Boiss.
4. Delphinium verdunense Balb.
5. Delphinium vestitum Wall. ex Royle
6. Delphinium villosum Steven ex Choisy
7. Delphinium virgatum Poir.
8. Delphinium viride S.Watson
9. Delphinium viridescens Leiberg
10. Delphinium viscosum Hook.f. & Thomson
11. Delphinium vvedenskyi Pachom.

## W
1. Delphinium wangii M.J.Warnock
2. Delphinium wardii C.Marquand & Airy Shaw
3. Delphinium weiningense W.T.Wang
4. Delphinium wellbyi Hemsl.
5. Delphinium wendelboi Iranshahr
6. Delphinium wentsaii Y.Z.Zhao
7. Delphinium wilhelminae Iranshahr
8. Delphinium williamsii Munz
9. Delphinium winklerianum Huth
10. Delphinium wislizeni Engelm.
11. Delphinium wootonii Rydb.
12. Delphinium wrightii F.H.Chen
13. Delphinium wuqiaense W.T.Wang

## X
1. Delphinium xantholeucum Piper
2. Delphinium xichangense W.T.Wang
3. Delphinium × xylorrhizum Rydb.

## Y
1. Delphinium yechengense Chang Y.Yang & B.Wang
2. Delphinium yongdengense W.T.Wang
3. Delphinium yongningense W.T.Wang & M.J.Warnock
4. Delphinium yuanum F.H.Chen
5. Delphinium yuchuanii Y.Z.Zhao
6. Delphinium yunnanense (Franch.) Franch.

## Z
1. Delphinium zalil Aitch. & Hemsl.
2. Delphinium zhangii W.T.Wang
3. Delphinium zuogongense W.T.Wang